# Les jeux sont faits (scénario)
Pour les articles homonymes, voir Les jeux sont faits.
Les jeux sont faits est un scénario de film écrit par Jean-Paul Sartre en 1943 et paru en 1947 aux Editions Nagel. Le film Les jeux sont faits, réalisé par Jean Delannoy en 1947, a été tiré de ce scénario.
Dans le scénario Les jeux sont faits de Sartre, deux personnages de deux mondes complètement différents se trouvent réunis dans la mort.

## Résumé
Ève Charlier, une femme riche et typique du milieu du XXe siècle, s’est mariée au Chef de la Milice, et ne sait pas qu'il projette son empoisonnement. Depuis des mois, André, son mari, est amoureux de sa sœur Lucette et, en même temps, il déteste Ève. Grâce à sa dot, Ève survivrait dans la maison Charlier, mais André a décidé de se débarrasser d’elle. Quand Ève apparaît pour la première fois dans le récit, elle est donc mourante, sans savoir que c’est son propre mari qui est en train de la tuer.
Par ailleurs, Pierre Dumaine, le chef de « La Ligue », un groupe qui a pour but d'assassiner le Régent, se trouve dans une situation comparable. Pierre Dumaine est bientôt trahi par Lucien Derjeu, son « ami », devenu un mouchard de la Milice et qui met le Régent au courant des conspirations fomentées contre lui. Mais à cause d’un malentendu, Lucien tue son ami en dépit du souhait contraire exprimé par le Régent. 
Ainsi, Ève et Pierre, deux malheureux trahis par la vie, se retrouvent dans un bureau de contrôle des morts. Après avoir été inscrits dans le livre des morts et avoir signé officiellement leurs certificats de mort, ils apprennent que tous les deux ont été assassinés. Bien qu’ils puissent marcher avec les vivants et même vivre à leur côté, ils ne peuvent plus communiquer avec eux : ils demeurent invisibles pour les vivants, n'ont pas de reflet dans le miroir, et leurs corps ne jettent pas d'ombre. Ils voient pourtant tout ce qui passe dans la vie « pressée » des vivants : l’amour, les affaires quotidiennes, les secrets et les mensonges, mais ils gardent tout ce qu’ils voient ; il n’y a aucune façon de dire aux vivants la valeur de leurs choix, et les vivants restent dans l'ignorance. 
Ayant traversé la ville et découvert toutes les trahisons de leurs anciennes existences, Ève et Pierre, tombés amoureux l'un de l'autre, apprennent qu’il y a eu une erreur dans leur vie : ils auraient dû se marier. Grâce à l'article 140, ils obtiennent le droit de vivre encore, mais seulement pendant 24 heures. Pendant leur retour sur Terre, il leur faut tomber complètement amoureux l'un de l'autre ; sinon, ils mourront encore, et ils ne pourront plus jamais retourner à la vie.
Bien qu’ils veuillent s’aimer, Ève et Pierre pensent aux affaires qu’ils ont laissées en mourant. Ève essaie de convaincre sa sœur Lucette qu’André l’a empoisonnée. Or, malgré l'amour sincère de sa sœur, Lucette ne lui fait pas confiance, et elle lui dit : « Je connais André mieux que toi ! » Après ça, Ève se rend compte que le savoir des morts ne vaut rien pour les vivants. 
Cependant, Pierre essaie de faire la même chose de son côté. Ses copains, qui le soupçonnent de discuter de la Ligue avec le Régent, ne lui prêtent pas la moindre attention, au contraire, ils sont convaincus qu’il essaie de tuer la Révolution. Malgré ses tentatives répétées, ses amis l’expulsent de la Ligue et décident de continuer la révolte. 
En arrivant chez lui, Pierre apprend que la Ligue est sur le point de l’assassiner. Pierre et Ève s’embrassent, prêts à mourir pour l’Amour. Mais les meurtriers repartent, et Ève et Pierre croient qu’ils ont obtenu le droit de vivre.
Dehors, devant l’immeuble, l’armée du Régent défile dans les rues, prête à se battre contre la Ligue. Pierre, toujours fidèle à ses amis, décide qu’il doit les sauver. Contre la volonté d'Ève qui sait mieux ce qu'il faut faire, il retourne à la Ligue, mais bien qu’il réussisse à convaincre ses amis de lui faire confiance. Il est tué par Lucien.
À son tour, Ève est tuée par son mari André. Ainsi est bouclé le cycle impossible de l'Article 140.